# Луис Бегли
Луис Бегли (англ. Louis Begley, настоящее имя — Людвиг Беглейтер; род. 6 октября 1933, Стрый, Галиция, Польша (ныне Львовской области Украины)) — американский романист, киносценарист, адвокат еврейского происхождения. Член Американского философского общества (2000) и Американской академии искусств и литературы.

## Биография
Родился в семье врача. Во время Второй мировой войны, благодаря поддельным документам, удостоверяющих личность, ему с матерью удалось выдавать себя за поляков-католиков и пережить нацистский террор и Холокост.
Сначала жил с матерью во Львове, позже в Варшаве. До начала Варшавского восстания в августе 1944 года, семья перебралась в Краков, где они находились до конца войны и встретились с отцом.
В 1945—1946 гг. учился в краковской гимназии.
Осенью 1946 года семья переехала из Польши в Париж, а в оттуда в феврале 1947 года эмигрировала в США в Нью-Йорк.
После окончания государственной средней школы «Эразмус-холл», он изучал английскую филологию и литературу в колледже Гарвардского университета, окончив его с отличием (бакалавр, 1954).
Военную службу проходил на протяжении полутора лет в Германии, в 9-й дивизии Соединенных Штатов.
В 1956 году поступил на юридический факультет Гарвардского университета. После его окончания в 1959 получил образовательный уровень бакалавра права с отличием, поступил на работу ассистентом в нью-йоркскую фирму, теперь известную как Debevoise & Plimpton. В 1968 — став партнёром, работал во вновь созданном офисе фирмы в Париже. После возвращении в Нью-Йорк Бегли на протяжении ряда лет возглавлял международный отдел фирмы. В январе 2004 года уволился из фирмы.
Занимается литературным трудом.
С 1993 по 1995 был президентом PEN American Center. Входил в совет директоров этой организации в 1992—2001.
Кавалер ордена Искусств и литературы Философского литературного общества.
Гейдельбергский университет (Германия) в 2008 году присвоил ему почётную степень доктора философии.
В 1956 женился на Салли Хиггинсон. Брак распался в мае 1970. В марте 1974 женился на нынешней супруге Анке Мульштайн. Имеет троих детей.

## Титулы, награды и премии
- The Irish Times-Aer Lingus International Fiction Prize,
- финалист National Book Award,
- финалист National Book Critics’ Circle,
- PEN/Ernest Hemingway Foundation Award,
- Prix Médicis Étranger,
- Jeanette-Schocken-Pries,
- Bremerhavener Bürgerpreis für Literatur,
- American Academy of Letters Award in Literature,
- Konrad Adenauer-Stiftung Literaturpreis.

## Романы, публикации
- Wartime Lies (Военная ложь) (1991)
- The Man Who Was Late (Человек, который опоздал) (1993)
- As Max Saw It (Как Макс это видел) (1994)
- About Schmidt (О Шмидте) (1996) — на основе книги в 2002 году Александром Пэйном был снят одноимённый фильм «О Шмидте» с Джеком Николсоном и Хоуп Дэвис в главных ролях.
- Mistler’s Exit (Уход Мистлера) (1998)
- Schmidt Delivered (Шмидт спасённый) (2000)
- Das Gelobte Land (2001)
- Venedig unter vier Augen (with Anka Muhlstein, 2003)
- Shipwreck (Корабельная авария) (2003)
- Matters of Honor (Вопрос чести) (2007)
- Zwischen Fakten und Fiktionen (2008)
- The Tremendous World I Have Inside My Head: Franz Kafka (2008)
- Why the Dreyfus Affair Matters (2009)
- Schmidt Steps Back (Шмидт шагает назад) (2012)
- Memories of a Marriage (2013)
- Killer, Come Hither (2015)
- Kill and Be Killed (2016)